# Omocestus laojunshanensis
Omocestus laojunshanensis är en insektsart som beskrevs av Mao, B. och J. Xu 2004. Omocestus laojunshanensis ingår i släktet Omocestus och familjen gräshoppor. Inga underarter finns listade i Catalogue of Life.